# مطار ماريسكال سوكري الدولي
مطار ماريسكال سوكري الدولي (بالإسبانية: Aeropuerto Internacional Mariscal Sucre) (إياتا: UIO، إيكاو: SEQM) هو أكثر المطارات ازدحاما في الإكوادور وأحد أكثر المطارات ازدحاما في أمريكا الجنوبية. يقع في أبرشية تابابيلا، على بعد حوالي 18 كيلومتر (11 ميل) شرق كيتو، وتعد أكبر مركز لطيران تامي، الناقل الوطني للإكوادور، بمتوسط يزيد على 220 رحلة أسبوعية. افتتح المطار في فبراير 2013 واستبدل به مطار ماريسكال سوكري الدولي القديم.

## الخطوط الجوية والوجهات
| شركـات طيـران                   | الوجهات |
| ------------------------------- | --- |
| طيران المكسيك                   | مطار بينيتو خواريز الدولي |
| Aeroregional                    | Coca، Loja، Machala، Panama City–Balboa ‏ عارض: مطار سيمون بوليفار الدولي، مطار خورخي تشافيز الدولي، Porlamar، Punta Cana ‏، Valencia (VE) ‏                          |
| طيران أوروبا                    | مطار مدريد باراخاس الدولي1 |
| الخطوط الجوية الأمريكية         | مطار ميامي الدولي |
| Arajet                          | مطار لاس أمريكا الدولي |
| أفيانكا                         | مطار إلدورادو الدولي |
| أفيانكا كوستاريكا               | مطار الوزير بيستارينيي الدولي، مطار خوان سانتاماريا الدولي |
| أفيانكا الإكوادور               | Baltra، مطار إلدورادو الدولي، Cancún (تبدأ في 15 يونيو 2023)، Cuenca، Guayaquil، Manta، مطار خوسية ماريا كوردوفا الدولي، مطار جون إف كينيدي الدولي، San Cristóbal ‏ |
| أفيانكا السلفادور               | مطار إل سلفادور الدولي |
| Avioandes                       | عارض: Esmeraldas، Macas |
| خطوط كوبا الجوية                | مطار توكومين الدولي |
| خطوط دلتا الجوية                | مطار هارتسفيلد جاكسون |
| Equair                          | Baltra، Guayaquil، San Cristóbal ‏ |
| أيبيريا (شركة طيران)            | مطار مدريد باراخاس الدولي |
| خطوط جيت بلو الجوية             | Fort Lauderdale ‏ |
| الخطوط الجوية الملكية الهولندية | مطار سخيبول أمستردام2 |
| لاتام الإكوادور                 | مطار إلدورادو الدولي، Coca، Cuenca، Guayaquil، Manta، مطار ميامي الدولي، San Cristóbal ‏                                                                            |
| لاتام بيرو                      | مطار خورخي تشافيز الدولي |
| الخطوط الجوية المتحدة           | مطار جورج بوش الدولي |
| VivaAerobús                     | Cancún (تبدأ في 16 يونيو 2023) |
| وينغو (خطوط جوية)               | مطار إلدورادو الدولي |

### الشحن
| شركـات طيـران           | الوجهات                                                                                              |
| ----------------------- | --- |
| Air Canada Cargo        | مطار مونتريال الدولي، مطار تورونتو بيرسون الدولي                                                     |
| أفيانكا للشحن ‏          | مطار إلدورادو الدولي، مطار خوسية ماريا كوردوفا الدولي، مطار ميامي الدولي                             |
| كارغولوكس               | مطار إلدورادو الدولي، مطار لوكسمبورغ                                                                 |
| DHL Ecuador             | Guayaquil                                                                                            |
| الإمارات للشحن الجوي    | Aguadilla                                                                                            |
| الخطوط الجوية الإثيوبية | مطار أديس أبابا بولي الدولي، مطار إلدورادو الدولي، مطار تشونغتشينغ جيانغبى الدولي، مطار ميامي الدولي |
| فيديكس إكسبرس           | مطار ممفيس الدولي                                                                                    |
| لاتام للشحن تشيلي ‏      | مطار أرتورو ميرينو بينيتيز الدولي                                                                    |
| Martinair               | مطار سخيبول أمستردام                                                                                 |
| الخطوط الجوية القطرية   | مطار حمد الدولي، مطار لييج، مطار ميامي الدولي                                                        |
| خطوط يو بي إس الجوية    | مطار ميامي الدولي                                                                                    |

## روابط خارجية
- New Quito International Airport: Main Information. Quiport Corporation. Retrieved April 12، 2009.
- Quito Airport Hotel.
- Paco Moncayo Gallegos, ed. (2008). El nuevo aeropuerto de Quito، documentos para la historia (PDF) (بالإسبانية). Quito، Ecuador: Alcaldía Metropolitana. Archived from the original (PDF) on 2008-11-12.

Wikivoyage: Tababela